# Frank Vatrano
Frank Vatrano (East Longmeadow, 14 marzo 1994) è un hockeista su ghiaccio statunitense, ala destra degli Anaheim Ducks (NHL).
In NHL, Vatrano ha vestito anche le maglie di Boston Bruins, Florida Panthers e New York Rangers.

## Palmarès

### World Championships U17
- 1 medaglia:
  - 1 argento (Canada 2011)

### World Championships U18
- 1 medaglia:
  - 1 oro (Repubblica Ceca 2012)